# Bakery Basket Piacenza
La Bakery Basket Piacenza, in precedenza Pallacanestro Piacentina, è una squadra di pallacanestro della città di Piacenza. Dalla stagione 2023/2024 milita nel campionato di Serie B Nazionale.

## Storia
Fondata nel 2011 dall'imprenditore Marco Beccari rilevando il titolo del Basket Roveleto e con l'intenzione di riportare il basket che conta nella piazza piacentina dopo il fallimento dell'Unione Cestistica Piacentina.
Risultati della prima stagione sono ragguardevoli e per la stagione 2012-2013 la Bakery Basket, nonostante lo stop in finale contro Cento nella stagione precedente, viene ammessa per meriti sportivi alla serie B.
Dopo una stagione di assestamento in DNB, la stagione 2013/14 si chiude con la finale persa contro Tortona. In seguito a ripescaggio la Pallacanestro Piacentina entra a far parte del campionato Serie A2.
Nel 2014 viene realizzato un progetto importante con la creazione della Bakery Sport in cui confluiscono, in un unico progetto, la prima squadra ed il settore giovanile.
Dopo una stagione complicata per la Pallacanestro Piacentina che ha segnato la retrocessione in serie B, è con determinazione e ambizione che la nuova squadra biancorossa si prepara per il rilancio della stagione 2015/2016. Unico obiettivo condiviso: puntare alla vittoria e tornare al più presto in A2.
La squadra costruita, con l'arrivo di un giocatore esperto come Giuliano Samoggia per riparte con il chiaro intento di riconquistare la A. Infatti l’anno successivo vince la regular season : il primo posto raggiunto però non basta, infatti dopo aver battuto ai quarti di finale con un secco 2-0 San Miniato la sua avanzata viene fermata in semifinale da Cento che si impone 3-1.
Per la stagione 2016-17 sono quattro i riconfermati (Soragna, Sanguinetti, Magrini e Samoggia) e il cambio in panchina (arriva Furio Steffè) ed in dirigenza, con il rientro di Mauro Bonaiuti, ex giocatore Bakery chiamato a rivestire il ruolo di Direttore Tecnico è la nuova sfida per puntare alla A2 si classifica al 3º posto nel girone B, la sconfitta arriva in semifinale contro Omegna 3-2.
Per la stagione 2017-18 riparte dal coach Coppetta, si tratta di un ritorno sulla panchina biancorossa dopo 90 partite allenate nell’arco di due stagioni e mezzo, dalla prima in Serie B nella storia della Pallacanestro Piacentina fino al 2015. Nella regular season si classifica al 2º posto nel girone B e vince nei playoffs qualificandosi per le Final Four di Montecatini, nelle quali sconfigge Cassino approdando in serie A2.
Per la stagione 2018-19 la squadra partecipa alla Serie A2 con ambiziosi obiettivi ma proseguita tra errori e sconfitte, nonostante il cambio allenatore (Coppetta per Di Carlo) la squadra chiude la stagione al 14º posto nel girone Est accedono ai playout, dopo aver sconfitto Cassino la squadra crolla in finale di Gara5 contro Legnano e retrocede in Serie B.
Per la stagione 2019-20 riparte dal coach Federico Campanella e si rilancia puntando sui giovani. A causa della pandemia di COVID-19, il 2 aprile 2020 la LNP comunicò la conclusione e l'annullamento del campionato.
Per la stagione 2020-21 la squadra, sempre allenata da Federico Campanella e capitanata da Duilio Ernesto Birindelli, grazie ad un ottimo gruppo unito e determinato a riportare Piacenza in Serie A2. Dopo un cambio di regolamento a causa della pandemia, la squadra vince diciannove partite su ventidue in campionato. A causa della positività di alcuni giocatori, perde contro Alba 20-0 agli ottavi di finale di Supercoppa 2020. La squadra per la prima volta vince una Coppa Italia di serie B battendo in finale Rieti 69 a 66. Dopo aver sconfitto Firenze e Rimini (vinta a tavolino a causa della positività di molti giocatori) ai play-off, vola in finale con Livorno. Dopo cinque partite la squadra di Campanella vince gara 5 e riporta per la terza volta la squadra piacentina in nella seconda serie italiana.
Per la stagione 2021-2022 la squadra riparte ancora una volta da coach Campanella. Per la prima volta nella propria storia la società biancorossa si salva in Serie A2 dei Playout 2022 della Serie A2 la Stella Azzurra. 
Per la stagione 2022-2023 La società dopo la scomparsa di Marco Beccari il presidente Caterina Zanardi vuole mette al centro del progetto il settore giovanile e la prima squadra che diventerà un obiettivo da raggiungere per tutti i ragazzi,  la squadra viene affidata al coach Marco Del Re per il campionato di serie B. 

## Partecipazione ai campionati
| Livello | Categoria | Partecipazioni | Debutto   | Ultima stagione |
| ------- | --------- | -------------- | --------- | --------------- |
| 2°      | A2        | 2              | 2018-2019 | 2021-2022       |
| 3°      | A2 Silver | 1              | 2014-2015 | 2014-2015       |
| 3°      | SBN       | 2              | 2023-2024 | 2024-2025       |
| 3°      | Serie B   | 6              | 2015-2016 | 2022-2023       |
| 4°      | DNB       | 2              | 2012-2013 | 2013-2014       |
| 5°      | DNC       | 1              | 2011-2012 | 2011-2012       |

## Palazzetto

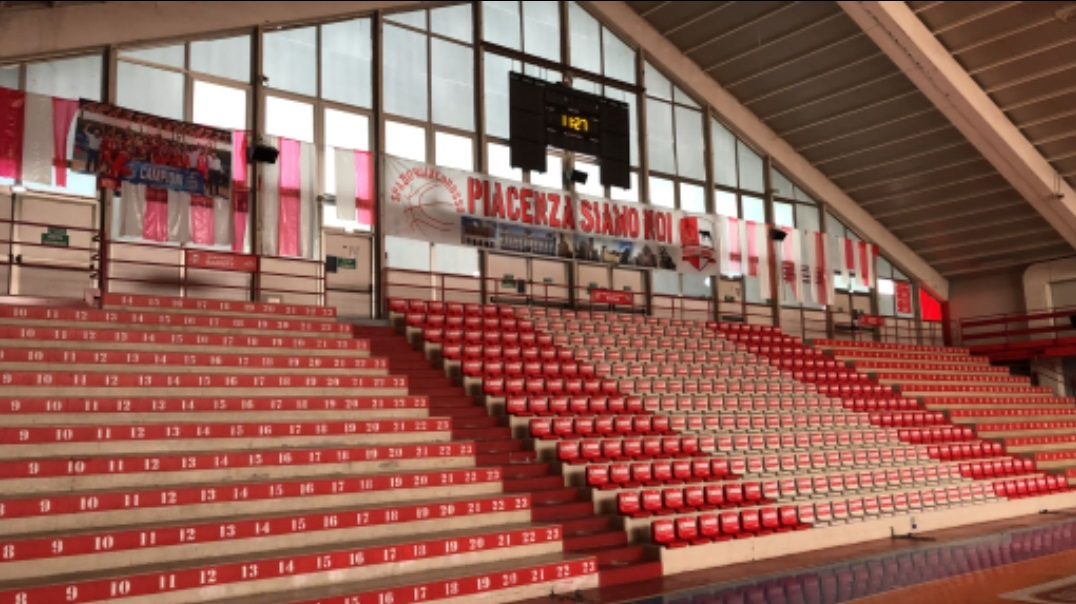
Il PalaBakery, con i colori e gli striscioni della Bakery Basket.

La Pallacanestro Piacentina gioca le partite casalinghe presso il PalaBakery di Piacenza.

## Presidenti e Sponsor
- 2011-2022:  Marco Beccari
- 2022-:  Caterina Zanardi

- 2011-oggi: Bakery S.p.A.

## Allenatori e Capitani
- 2011-2012:  Romano Petitti
- 2012-2015:  Claudio Coppeta
- 2015:  Marco Sodini
- 2015-2016:  Stefano Bizzozi
- 2016-2017:  Furio Steffè
- 2017-2018:  Claudio Coppeta
- 2018-2019:  Gennaro Di Carlo
- 2019-2022:  Federico Campanella
- 2022-2023:  Marco Del Re
- 2023:  Augusto Conti
- 2023-:  Giorgio Salvemini

- 2011-2013:  Davide Giudici
- 2013-2015:  Rodolfo Rombaldoni
- 2015-2017:  Matteo Soragna
- 2017-2018:  Rodolfo Rombaldoni
- 2018-2019:  Riccardo Perego
- 2019:  Roberto Maggio
- 2019-2021:   Duilio Birindelli
- 2021-2022:  Marco Perin
- 2022-2023:  Alessandro Cecchetti
- 2023-2024:  Mattia Mastroianni

### Statistiche allenatori
Aggiornato al 10 maggio 2024.
| Allenatore          | Presenze | Vittorie | Sconfitte | %  |
| ------------------- | -------- | -------- | --------- | -- |
| Claudio Coppeta     | 142      | 75       | 67        | 53 |
| Federico Campanella | 94       | 60       | 34        | 64 |
| Furio Steffè        | 37       | 26       | 11        | 70 |
| Giorgio Salvemini   | 37       | 19       | 18        | 51 |
| Romano Petitti      | 36       | 22       | 14        | 61 |
| Stefano Bizzosi     | 36       | 28       | 8         | 78 |
| Marco Del Re        | 35       | 20       | 15        | 57 |
| Gennaro Di Carlo    | 21       | 6        | 15        | 29 |
| Marco Sodini        | 9        | 2        | 7         | 22 |
| Augusto Conti       | 3        | 2        | 1         | 67 |

## Tifoseria
Il gruppo di tifosi è quello dello Spazio Biancorosso, che segue le vicende della squadra in casa e in trasferta.

### Gemellaggi e rivalità

#### Gemellaggi
- Legnano Basket
- Libertas Livorno 1947

#### Rivalità
La squadra piacentina ha principalmente due squadre rivali:
- Benedetto XIV Cento - Rivalità più accesa e sentita dalla tifoseria piacentina e centese, in quanto le due squadre si sono affrontate più volte durante i play-off di Serie B e hanno condiviso il girone per 6 anni.[11]

- U.C.C. Piacenza - Essendo nata nel lodigiano ma per motivi sportivi trasferitasi nel 2016 a Piacenza, divenendo così la seconda squadra della città emiliana. La rivalità tra le due squadre è perlopiù simbolica.

##### Risultati
Nella tabella vengono riportati solo gli incontri ufficiali: regular season, play-off, play-out, Coppa Italia e Supercoppa.
| Avversaria          | N° | P.V. | P.P. | P.R. | P.S. | Diff. | Primo incontro   | Ultima vittoria   | Ultima sconfitta |
| ------------------- | -- | ---- | ---- | ---- | ---- | ----- | ---------------- | ----------------- | ---------------- |
| Benedetto XIV Cento | 20 | 10   | 10   | 1472 | 1455 | +17   | 21 dicembre 2013 | 29 settembre 2019 | 12 gennaio 2020  |
| U.C.C. Piacenza     | 5  | 2    | 3    | 372  | 397  | -25   | 6 gennaio 2019   | 11 settembre 2021 | 10 aprile 2022   |

## Palmarès
- Serie B LNP: 2

2017-18, 2020-21
- Coppa Italia LNP di Serie B: 1

2020-21

## Leader di squadra
Vengono considerati solo gli incontri ufficiali: regular season, play-off, play-out, Coppa Italia e Supercoppa.
Maiuscolo: giocatore ancora attivo nella Bakery.
Aggiornato al 15 maggio 2024.
| Presenze totali     | Presenze totali |
| Giocatore           | Presenze        |
| ------------------- | --------------- |
| Duilio Birindelli   | 101             |
| Filippo Guerra      | 97              |
| Zakaria El Agbani   | 96              |
| Giovanni Gasparin   | 94              |
| Rodolfo Rombaldoni  | 93              |
| Riccardo Perego     | 80              |
| Mattia Magrini      | 71              |
| Michael Sacchettini | 70              |
| Mark Czumbel        | 69              |
| Riccardo Pederzini  | 68              |

| Punti segnati       | Punti segnati |
| Giocatore           | Punti         |
| ------------------- | ------------- |
| Giovanni Gasparin   | 1067          |
| Rodolfo Rombaldoni  | 1055          |
| Riccardo Perego     | 939           |
| Riccardo Pederzini  | 902           |
| Giacomo Sanguinetti | 837           |
| Mattia Magrini      | 767           |
| Marco Perin         | 747           |
| Duilio Birindelli   | 730           |
| Alessandro Garofalo | 702           |
| Francesco Infante   | 673           |

| Tiri da 3 realizzati | Tiri da 3 realizzati |
| Giocatore            | Realizzati           |
| -------------------- | -------------------- |
| Giacomo Sanguinetti  | 145                  |
| Mattia Magrini       | 121                  |
| Santiago Bruno       | 112                  |
| Giovanni Gasparin    | 106                  |
| Rodolfo Rombaldoni   | 101                  |
| Marco Perin          | 91                   |
| Alan Voskuil         | 87                   |
| Gabriele Berra       | 80                   |
| Marques Green        | 78                   |
| Andrea Pastore       | 76                   |

| Assist totali       | Assist totali |
| Giocatore           | Assist        |
| ------------------- | ------------- |
| Rodolfo Rombaldoni  | 340           |
| Giacomo Sanguinetti | 294           |
| Marques Green       | 265           |
| Giovanni Gasparin   | 250           |
| Nik Raivio          | 182           |
| Riccardo Pederzini  | 182           |
| Marco Perin         | 177           |
| Duilio Birindelli   | 170           |
| Santiago Bruno      | 150           |
| Mattia Magrini      | 145           |

| Rimbalzi totali     | Rimbalzi totali |
| Giocatore           | Rimbalzi        |
| ------------------- | --------------- |
| Duilio Birindelli   | 482             |
| Riccardo Perego     | 422             |
| Giovanni Gasparin   | 370             |
| Francesco Infante   | 348             |
| Michael Sacchettini | 330             |
| Rodolfo Rombaldoni  | 325             |
| Nik Raivio          | 321             |
| Lorenzo De Zardo    | 320             |
| Liam Udom           | 301             |
| Simone Angelucci    | 252             |

| Palle rubate        | Palle rubate |
| Giocatore           | Rubate       |
| ------------------- | ------------ |
| Giovanni Gasparin   | 139          |
| Rodolfo Rombaldoni  | 103          |
| Duilio Birindelli   | 93           |
| Giacomo Sanguinetti | 85           |
| Marques Green       | 77           |
| Liam Udom           | 73           |
| Riccardo Pederzini  | 70           |
| Mattia Magrini      | 63           |
| Santiago Bruno      | 63           |
| Andrea Paleari      | 62           |
| Giosue' Garofalo    | 62           |

## Organico

### Roster 2024-2025
Aggiornato al 31 luglio 2024.
| Pallacanestro Piacentina 2024-2025 | Pallacanestro Piacentina 2024-2025 |
| Giocatori                          | Staff tecnico                      |
| ---------------------------------- | ---------------------------------- |

| N. | Naz.                                       | Ruolo | Nome               | Anno | Alt.   | Peso   |  |
| -- | ------------------------------------------ | ----- | ------------------ | ---- | ------ | ------ |  |
| 2  | Lettonia (bandiera)                        | C     | Ričards Kļanskis   | 2003 | 202 cm | 105 kg |  |
| 5  | Italia (bandiera)                          | P     | Marco Perin (C)    | 1993 | 188 cm | 84 kg  |  |
| 10 | Italia (bandiera)                          | A     | Emanuele Morvillo  | 2005 | 190 cm |        |  |
| 11 | Italia (bandiera)                          | C     | Valerio Longo      | 2004 | 203 cm | 100 kg |  |
| 12 | Svizzera (bandiera) · Italia (bandiera)    | A     | Laurent Zoccoletti | 1999 | 201 cm | 100 kg |  |
| 15 | Stati Uniti (bandiera) · Italia (bandiera) | G     | Joseph Blair       | 2000 | 200 cm | 85 kg  |  |
| 20 | Italia (bandiera)                          | G     | Mattia Molinari    | 2005 | 185 cm | 75 kg  |  |
| 21 | Italia (bandiera)                          | G     | Raphael Chiti      | 1999 | 195 cm | 88 kg  |  |
| 22 | Italia (bandiera)                          | P     | Tommaso Lanzi      | 2002 | 183 cm | 76 kg  |  |
| 68 | Italia (bandiera)                          | P     | Vincenzo Taddeo    | 2000 | 191 cm | 89 kg  |  |
|    | Senegal (bandiera)                         | P     | Benoit Ndione      | 2006 |        |        |  |

| Allenatore                                                                                          |
| - Giorgio Salvemini                                                                                 |
| Assistente/i                                                                                        |
| - Alessandro Bernini - Ludovico Bazzoni Legenda - (C) Capitano - (IN) Inattivo - Infortunato Roster |

### Organigramma societario
- STAFF DIRIGENZIALE:

Presidente:   Caterina Zanardi
Team Manager:    Enrico Bergonzi
Club Manager:    Simone Zamboni
Dirigente addetto arbitri:  Marco Galli
Responsabile Ufficio Stampa:    Giovanni Bocciero
Responsabile Marketing:    Tiziana Pastore
Responsabile Comunicazione:    Renato Scherz
Telecronista:    Riccardo Galli
Speaker:    Fabio Germano
- STAFF TECNICO

Allenatore: Giorgio Salvemini
Vice allenatore:  Alessandro Bernini
Vice allenatore: Ludovico Bazzoni
Preparatore Fisico:  Marco Merli
Fisioterapista:  Alessandro De Joannon
Fisioterapista:  Alberto Bubba
Medico: Eugenio Jannelli
- STAFF TECNICO GIOVANILI

SERIE D:   ??
Under 18:   ??
Under 16:   ??
Under 15:   ??
Under 14:   ??
Under 13:   ??